# Bengt von Echstedt

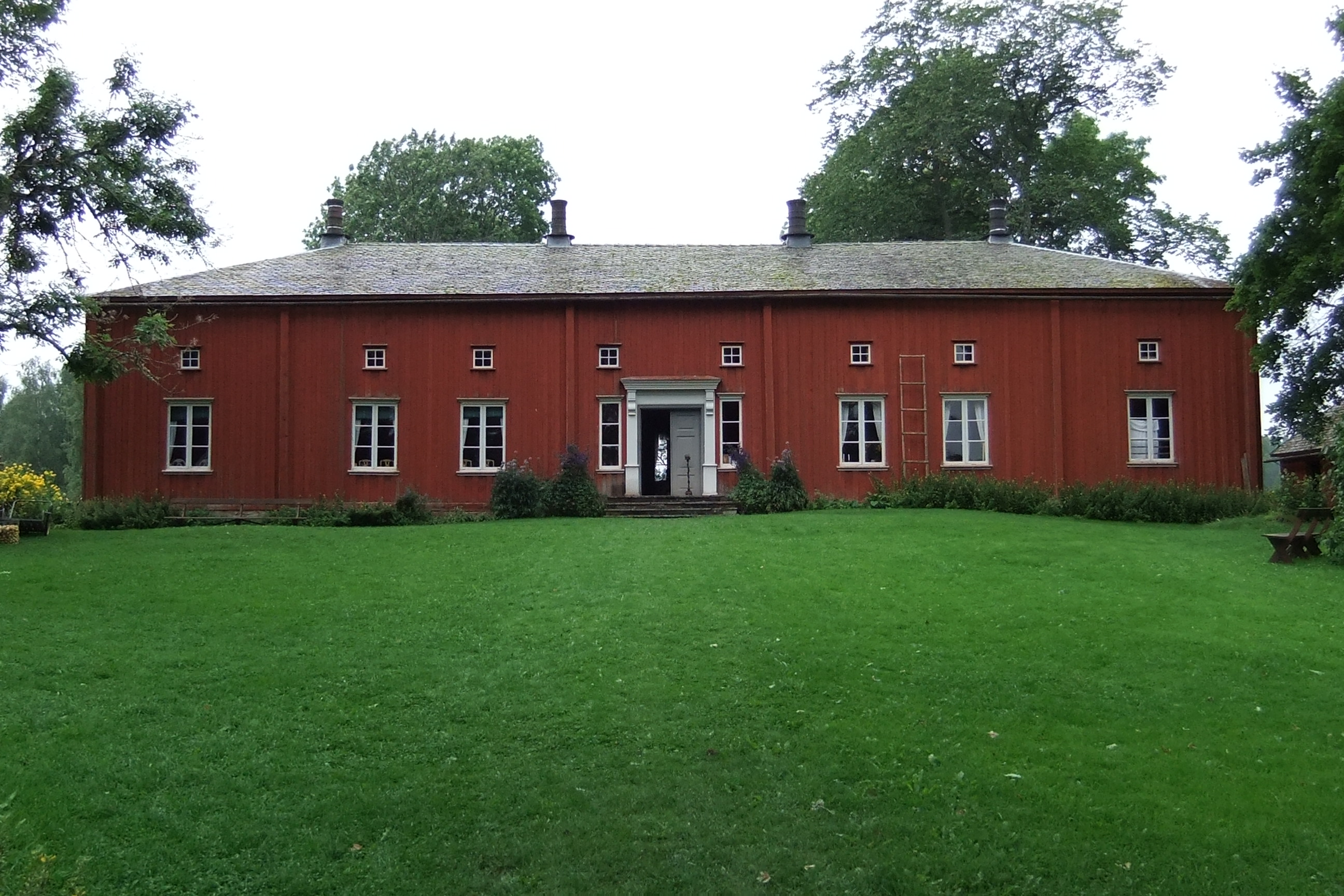
von Echstedtska gården.

Bengt von Echstedt, ursprungligen Ekstedt, född 1723 i Segerstad, död 1794, var en svensk statstjänsteman och assessor. Åren 1762–1764 uppförde han Smedby gård, som nu heter von Echstedtska gården.
Bengt von Echstedt var son till häradshövding Johan Ekstedt och dennes hustru Justina. Bengt Ekstedt studerade vid Uppsala universitet. Han arbetade efter sina studier som auskultant vid Svea hovrätt och vid Kungliga Myntverket. År 1756 adlades han, varvid han antog namnet von Echstedt. Han var gift två gånger. Första äktenskapet var med Catharina Hervegh (1718–1780) och andra med majorsdottern Margareta Lagerhjelm (1744–1812). Vid hans död 1794 övertogs von Echstedtska gården av styvsonen Jakob Leonard Roman.